# Fowlerichthys ocellatus
Fowlerichthys ocellatus, comúnmente conocido como pez rana manchado, es un pez de la familia Antennariidae.
Se encuentra en el océano Atlántico oeste, incluyendo la porción este del golfo de México, y el mar del Caribe, a profundidades de 150 metros. Su longitud es aproximadamente de 38 cm. Posee tres prominentes puntos negros en cada lado. Habita arrecifes coralinos y rocosos. Esta es la especie más grande de pez sapo del Atlántico occidental. 